# Anadevidia fumifera
Anadevidia fumifera är en fjärilsart som beskrevs av Ludwig Carl Friedrich Graeser 1889. Anadevidia fumifera ingår i släktet Anadevidia och familjen nattflyn. Inga underarter finns listade i Catalogue of Life.